# Berend Carsjen Zaayenga
Berend Carsjen Zaayenga (* 5. August 1890 in Larrelt; † 7. Mai 1952 ebenda) war ein deutscher Politiker.

## Leben und Wirken
Berend Zaayenga kam aus einer Arbeiterfamilie, die seit langer Zeit in Larrelt lebte und ab 1762 dort nachzuweisen ist. Sein Vater Berend C. Zaayenga arbeitete als Strohhändler und Schiffer und war verheiratet mit Hemke, geborene Nap. Zaayenga besuchte eine Volksschule und absolvierte ab 1904 eine Ausbildung als Zimmerer und Tischler bei der Firma des Bauunternehmers Pieper in Wolthusen. 1907 wurde er SPD-Mitglied und hielt während seiner Wanderschaft im Deutschen Reich wiederholt Reden über die Partei. 1912 ging er wieder in seinen Geburtsort und rief dort eine Ortsgruppe der Partei ins Leben.
Zaayenga setzte seine Wanderschaft wenig später fort. In Köln wurde er zum Kriegsdienst einberufen. Als Landsturmmann des Bataillons Diedenhofen erreichte er Warschau. Hier machte er Bekanntschaft mit der 21 Jahre alten Wanda Latowitz. Beide heirateten am 28. April 1918 in Warschau katholisch. Das Ehepaar bekam zwei Söhne und eine Tochter. Nach dem Ende des Ersten Weltkriegs ging Zaayenga erneut nach Larrelt und engagierte sich bald wieder in der Politik. Er gehörte anfangs der USPD an und schloss sich dann der SPD an. Bei Wahlen der Gemeinde und des Kreistages war er Spitzenkandidat der Partei. Ab 1919 Seit 1919 hatte er den Fraktionsvorsitz im Kreistag des Landkreises Emden inne. Von 1921 bis 1929 saß er mehrfach im Kreisausschuss. Zur Wahl des Provinziallandtages 1921 trat er als Ersatzmann für Josef Ernst in Hannover an. Er selbst sagte, dass er von 1923 bis 1925 dem Provinziallandtag angehört habe.
In den ersten Jahren nach dem Ersten Weltkrieg engagierte sich Zaayenga insbesondere für sozial benachteiligte Personen. Er erhielt auf Antrag höhere Gelder, die dem Wohnungsbaus im Landkreis Emden zugutekamen. Auf seine Initiative wurden landwirtschaftliche Gebäuden beschlagnahmt und als Wohnungen genutzt. Darüber hinaus setzte er sich für eine angemessene Hilfe für Kriegshinterbliebene ein. Bei den Sitzungen des Kreistages bekannte er sich eindeutig für die Republik. 1921 löste er eine Resolution aus, die die „reaktionären und monarchistischen Bestrebungen der Küstenwehrangehörigen auf Borkum“ kritisierte.
Ab 1919 arbeitete Zaayenga als 1919 als Zimmerergeselle beim Preußischen Wasserbauamt und übernahm dort den Vorsitz des Betriebsrates. Ab 1930 war er auch als Hauptbetriebsratsvorsitzender des Ministeriums für Handel und Gewerkschaft und des Ministeriums für Landwirtschaft, Domänen und Forsten tätig. Er sprach somit für alle Arbeiter und Angestellten der Verwaltung des Preußischen Wasserbaus.
Nachdem die SPD 1933 verboten worden war, stellte Zaayenga alle politischen Aktivitäten sofort ein. Das preußische Wasserbauamt entließ ihn im August 1933 fristlos aufgrund mutmaßlicher „staatsfeindlicher Einstellung“. Zaayenga hatte danach mehrere Monate keine Arbeit. Von 1934 bis 1939 arbeitete er als Vertreter für Wasch- und Reinigungsmittel bei Walter Bubert, der ebenfalls der SPD angehört hatte und einen Großhandel betrieb. Er verlor seinen Wandergewerbeschein und arbeitete danach als Zimmerer. Ende 1941 trat er in den Dienst der Werkfeuerwehr der Nordseewerke. Nach dem Attentat vom 20. Juli 1944 verhaftete ihn die Gestapo. Seine Haft im Gerichtsgefängnis von Emden dauerte nur einige Tage.
Nach Kriegsende entließ die britische Militärregierung den Larrelter Bürgermeister Georg Menssen. Der Landrat in Norden übertrug Zaayenga am 26. Mai 1945 die Ämter des Bürgermeisters und Standesbeamten der Stadt, die er nur wenige Monate ausübte. Während dieser Zeit beschäftigte er sich insbesondere mit dem Plan Georg Frickensteins, der als Emdener Oberbürgermeister Larrelt eingemeinden wollte. Wie bereits in den 1920er Jahren forderte Zaayenga nachdrücklich, dass Larrelt eine eigenständige Gemeinde bleiben sollte. Im September 1945 stellte er seine Proteste ein und kooperierte mit Frickenstein. Beide verfassten einen am 21. September 1945 unterschriebenen Vertrag zur Eingemeindung.
Zaayenga konnte aushandeln, dass die Grund- und Gewerbesteuern für die Einwohner Larrelts zwanzig Jahre lang eingefroren blieben. Außerdem setzte er durch, dass die Volksschule wieder aufgebaut, die Landstraße nach Emden repariert und neue Wohnungen gebaut wurden, der Ort an die Wasser- und Gasversorgung angeschlossen und ein Autobusverkehr geschaffen wurde. Bei Eingliederung von Larrelt nach Emden erhielt Zaayenga eine Stellte bei der Stadt Emden. Nachdem Bürgermeister Frickenstein Mitte 1946 verstorben war, wurde Zaayenga zuerst in das Stadtbauamt und im Juni 1948 als Messgehilfe zum Vermessungsamt versetzt und wenig später im Alter von 58 Jahren entlassen.
Zaayenga zeigte sich in seinen Briefen an die Verwaltung der Stadt Emden wiederholt als verdienstvoller Bürgermeister Larrelts, der die Eingemeindung nach Emden schnell und unkompliziert regelte. Er verlor trotzdem seinen Arbeitsplatz und wurde bedeutungslos. Die SPD und auch die Stadt Emden würdigten sein Schaffen nicht mit Nachrufen.